# Bulgarie aux Jeux olympiques d'hiver de 1964
La Bulgarie participe aux Jeux olympiques d'hiver de 1964, organisés à Innsbruck en Autriche. Ce pays prend part aux Jeux olympiques d'hiver pour la sixième fois de son histoire. La délégation bulgare, formée de sept athlètes (trois hommes et quatre femmes), ne remporte pas de médaille.

## Résultats

### Ski alpin
| Athlète       | Épreuve             | Course        | Course |
| Athlète       | Épreuve             | Temps         | Rang   |
| ------------- | ------------------- | ------------- | ------ |
| Petar Angelov | Descente hommes     | 2 min 43 s 32 | 60     |
| Petar Angelov | Slalom géant hommes | 2 min 11 s 71 | 49     |

| Athlète       | Épreuve       | Qualifications | Qualifications | Qualifications  | Qualifications | Manche finale     | Manche finale     | Manche finale     | Manche finale     | Manche finale     | Manche finale     |
| Athlète       | Épreuve       | Temps 1        | Rang           | Temps 2         | Rang           | Temps 1           | Rang              | Temps 2           | Rang              | Total             | Rang              |
| ------------- | ------------- | -------------- | -------------- | --------------- | -------------- | ----------------- | ----------------- | ----------------- | ----------------- | ----------------- | ----------------- |
| Petar Angelov | Slalom hommes | 58 s 14        | 41             | N'a pas terminé | –              | N'a pas participé | N'a pas participé | N'a pas participé | N'a pas participé | N'a pas participé | N'a pas participé |

### Ski de fond

#### Hommes
| Épreuve | Athlète           | Course            | Course |
| Épreuve | Athlète           | Temps             | Rang   |
| ------- | ----------------- | ----------------- | ------ |
| 15 km   | Borislav Ochushki | N'a pas terminé   | –      |
| 15 km   | Stefan Mitkov     | 57 min 05 s 0     | 43     |
| 30 km   | Borislav Ochushki | 1 h 44 min 00 s 1 | 49     |
| 30 km   | Stefan Mitkov     | 1 h 42 min 13 s 2 | 37     |
| 50 km   | Borislav Ochushki | 3 h 08 min 18 s 7 | 32     |
| 50 km   | Stefan Mitkov     | 3 h 01 min 13 s 7 | 25     |

#### Femmes
| Épreuve | Athlète             | Course        | Course |
| Épreuve | Athlète             | Temps         | Rang   |
| ------- | ------------------- | ------------- | ------ |
| 5 km    | Nadezhda Mikhaylova | 21 min 18 s 9 | 28     |
| 5 km    | Nadezhda Vasileva   | 20 min 24 s 2 | 21     |
| 5 km    | Krastana Stoeva     | 19 min 11 s 2 | 13     |
| 10 km   | Nadezhda Mikhaylova | 47 min 45 s 2 | 28     |
| 10 km   | Krastana Stoeva     | 47 min 39 s 2 | 26     |
| 10 km   | Roza Dimova         | 46 min 53 s 1 | 22     |
| 10 km   | Nadezhda Vasileva   | 46 min 10 s 8 | 20     |

Relais 3 × 5 kilomètres
| Athlètes                                      | Course            | Course |
| Athlètes                                      | Temps             | Rang   |
| --------------------------------------------- | ----------------- | ------ |
| Roza Dimova Nadezhda Vasileva Krastana Stoeva | 1 h 06 min 40 s 4 | 5      |